# Pierre-André Dumas
Pierre-André Dumas (Saint-Jean-du-Sud, 26 settembre 1962) è un vescovo cattolico haitiano, dal 13 luglio 2008 vescovo di Anse-à-Veau-Miragoâne.

## Biografia
Pierre-André Dumas è nato il 26 settembre 1962 a Saint-Jean-du-Sud, dipartimento del Sud e diocesi di Les Cayes, nella parte meridionale della Repubblica di Haiti.

### Formazione e ministero sacerdotale
Ha compiuto gli studi primari presso i Fratelli dell'istruzione cristiana di Ploërmel a Les Cayes, continuando quelli secondari prima al Lycée Alexandre Pétion e poi al Lycée Jean Jacques Dessalines, due rinomati licei della capitale haitiana Port-au-Prince. Dopo aver conseguito il diploma, nel 1980 si è trasferito per un anno a Taizé, in Francia, con l'intenzione di studiare medicina; qui è venuto a contatto con l'omonima comunità, rimanendo profondamente impressionato dal suo fondatore Roger Schutz.
Ha così deciso di seguire la vocazione al sacerdozio, per cui nel 1985 si è trasferito a Roma, in Italia, dove è divenuto alunno del Pontificio Seminario Romano Maggiore ed ha frequentato prima la Pontificia Università Lateranense per gli studi in filosofia, ottenendo il baccellierato, e poi la Pontificia Università Gregoriana, conseguendovi il baccellierato canonico in teologia e successivamente la licenza in teologia biblica. 
Ha ricevuto l'ordinazione sacerdotale il 26 maggio 1991, nella basilica di San Pietro in Vaticano, per imposizione delle mani di papa Giovanni Paolo II; si è incardinato, ventottenne, come presbitero dell'arcidiocesi di Port-au-Prince. Durante gli studi, dal 1990 al 1994 ha svolto il ministero di educatore presso il seminario romano maggiore ed anche quello di cappellano del carcere di Rebibbia.
Al suo rientro ad Haiti, nel 1995 gli sono stati assegnati gli incarichi pastorali di corresponsabile del Seminario propedeutico di Jacquet nella capitale e vicario parrocchiale della parrocchia Saint-Pierre a Pétion-Ville per un biennio. Nel 1997 è divenuto vicerettore del Seminario maggiore interdiocesano Notre-Dame a Port-au-Prince, venendone poi nominato rettore nel 1998; al contempo è stato anche professore di teologia nel medesimo seminario nonché presso l'Università cattolica Notre-Dame d'Haiti, dove è stato uno dei principali animatori della pastorale universitaria, ricoprendo tali uffici fino alla promozione all'episcopato.

### Ministero episcopale

#### Vescovo ausiliare di Port-au-Prince
Il 10 dicembre 2002 papa Giovanni Paolo II lo ha nominato, quarantenne, vescovo ausiliare di Port-au-Prince assegnandogli contestualmente la sede titolare di Floriana. Ha ricevuto la consacrazione episcopale il 22 febbraio 2003, nella cattedrale di Nostra Signora Assunta a Port-au-Prince, per imposizione delle mani del cardinale Roger Etchegaray, presidente emerito del Pontificio consiglio della giustizia e della pace, assistito dai co-consacranti monsignori François-Wolff Ligondé, arcivescovo metropolita di Port-au-Prince, e François Gayot, S.M.M., arcivescovo metropolita di Cap-Haïtien; insieme a lui, è stato consacrato anche l'altro ausiliare Simon-Pierre Saint-Hillien, C.S.C. Come suo motto episcopale ha scelto Caritas Christi urget nos, che tradotto vuol dire "L'amore del Cristo infatti ci possiede" (Seconda lettera ai Corinzi 5, 14).
Nel 2006 la conferenza episcopale lo ha designato rettore dell'Università cattolica Notre-Dame d'Haiti, in cui era stato precedentemente docente. Il 13 marzo 2008 si è recato in Vaticano, assieme agli altri membri dell'episcopato haitiano, per la visita ad limina apostolorum, allo scopo di discutere con il pontefice della situazione e dei problemi relativi all'arcidiocesi.

#### Vescovo di Anse-à-Veau-Miragoâne
Il 13 luglio 2008, con la bolla De spirituali cogitans, papa Benedetto XVI ha eretto la diocesi di Anse-à-Veau-Miragoâne, scorporandone il territorio dalla diocesi di Les Cayes; contestualmente lo ha nominato, quarantacinquenne, primo vescovo della nuova sede. Ha preso possesso della diocesi durante una cerimonia successiva svoltasi nella cattedrale di Sant'Antonio ad Anse-à-Veau.
Il 19 giugno 2017 ha compiuto una seconda visita ad limina in Vaticano mentre il 1º dicembre successivo è stato eletto vicepresidente della Conferenza episcopale di Haiti succedendo a Pierre-Antoine Paulo, O.M.I., vescovo di Port-de-Paix.

## Genealogia episcopale
La genealogia episcopale è:
- Cardinale Scipione Rebiba
- Cardinale Giulio Antonio Santori
- Cardinale Girolamo Bernerio, O.P.
- Arcivescovo Galeazzo Sanvitale
- Cardinale Ludovico Ludovisi
- Cardinale Luigi Caetani
- Cardinale Ulderico Carpegna
- Cardinale Paluzzo Paluzzi Altieri degli Albertoni
- Papa Benedetto XIII
- Papa Benedetto XIV
- Papa Clemente XIII
- Cardinale Marcantonio Colonna
- Cardinale Giacinto Sigismondo Gerdil, B.
- Cardinale Giulio Maria della Somaglia
- Cardinale Carlo Odescalchi, S.I.
- Vescovo Eugène de Mazenod, O.M.I.
- Cardinale Joseph Hippolyte Guibert, O.M.I.
- Cardinale François-Marie-Benjamin Richard de la Vergne
- Vescovo Marie-Prosper-Adolphe de Bonfils
- Cardinale Louis-Ernest Dubois
- Cardinale Georges-François-Xavier-Marie Grente
- Arcivescovo Marcel-Marie-Henri-Paul Dubois
- Cardinale Gabriel Auguste François Marty
- Cardinale Roger Etchegaray
- Vescovo Pierre-André Dumas